# Dezhung Rinpoche

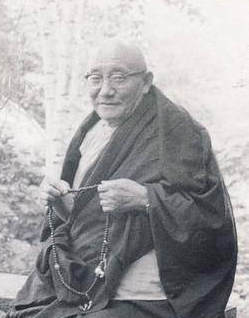
Dezhung Rinpoche III acima, data desconhecida

Dezhung Rinpoche, nascido Ngawang Zangpo, (1906 — 1987) foi um lama tibetano da escola Sakya, uma das quatro maiores escolas de Budismo do Tibete (as outras sendo Nyingma, Kagyu, e Gelug). 
Em 1960 instalou-se em Seattle, nos Estados Unidos. Foi um dos primeiros Lamas do Tibete a ensinar nos Estados Unidos.
Rinpoche morreu em 1987. Sua reencarnação, Dezhung Rinpoche IV, nasceu em Seattle em 1991 e foi treinado no Mosteiro de Tharlam, no Nepal.

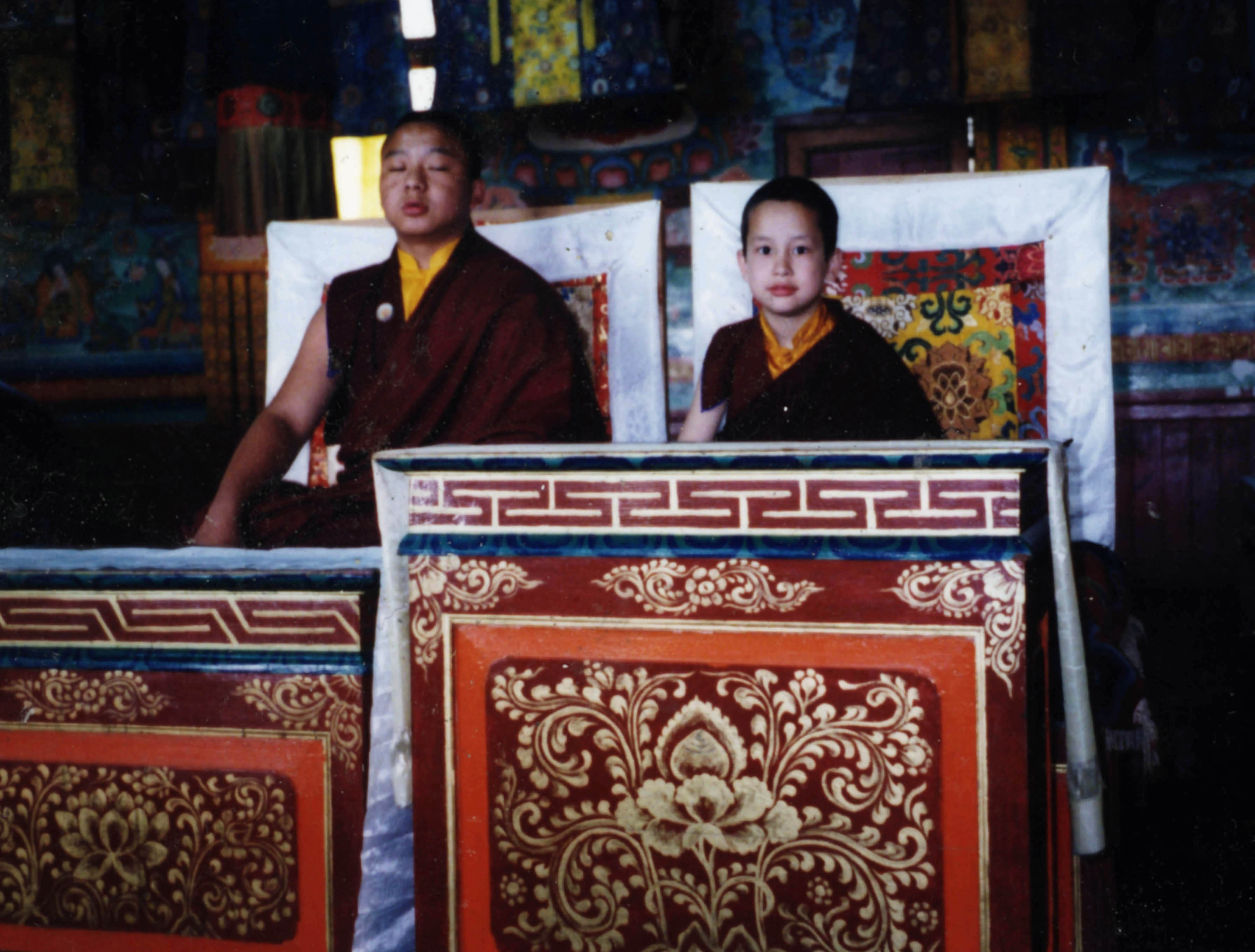
Tulku Dezhung Rinpoche IV on his throne 1999